# Station Rennsteig
Station Rennsteig is een spoorwegstation in de gemeente Suhl gelegen aan de spoorlijn Plaue - Themar (Rennsteigbahn). Het station ligt op 747 meter hoogte tussen Stützerbach en Schmiedefeld.